# Фајстриц на Векселу
Фајстриц на Векселу општина је у округу Нојенкихен у Аустрији, држава Доња Аустрија. На попису становништва 2011. године, Бухбах је имао 346 становника.

## Географија
Фајстриц на Векселу се налази у индустријском округу у Доњој Аустрији. Територија општине покрива површину од 24,02km² од чега је 60,91% површине шумовито. Терен око Фајстрица на Векселу је углавном брдовит. Највиша тачка је 780 m надморске висине, која се налази 1,2 km јужно од Фајстрица на Векселу. Најближа већа општина је Глогниц, који се налази 11,8 km северозападно од Фајстрица. На подручју око Фајстрица на Векселу постоји много планина са необичним називима. У околини Фајстрица расте углавном мешовита шума.

## Насеља
У општини Шратенбах спадају следећа три насеља (према статистичким подацима о броју становника из јануара 2017. године):
- Фајстриц на Векселу (857)
- Гротендорф (103)
- Хаслејтен (76)

Катастарске општине су Фајстриц и Гротендорф.

## Суседне општине
Фајстриц на Векселу се граничи са следећим општинама:
- на северу са Вартом
- на истоку са Грименштајном и Томасбергом
- на југу са Аспангберг Санкт Петером
- на југозападу са Санкт Короном на Векселу
- на западу и северозападу са Кирхбергом на Векселу

## Клима
Подручје Шратенбаха је део хемибореалне климатске зоне. Просечна годишња температу је 8 °C (46 °F) Најтоплији месец је јул, кад је просечна температура 20 °C (68 °F), а најхладнији је јануар са −4 °C (25 °F). Просечна годишња сума падавине је 1074 мм. Највлажнији месец је јул, са просеком од 144 мм падавина, а најсушнији је децембар са 40 мм.

## Историја
У далекој прошлости ова област је била део покрајине Норик.

## Религија
Према подацима пописа из 2001. године 97,1% становништва су били римокатолици, 0,3% евангелисти и 0,3% муслимани. 2,0% становништва се изјаснило да нема никакву верску припадност.

## Политика
Општинско веће је након локалних избора 2015. године подељено на следећи начин: АНП 12 мандата, СПА 4 мандата и ФПО 1 мандат.
Градоначелници
- до 2010. Леополд Корнтхеуер (АНП)
- од 2010. Франц Синабел (АНП)